# Viktor Rogan
Viktor Rogan (in serbo Виктор Роган?; Belgrado, 12 dicembre 2003) è un calciatore serbo, difensore del Borac Banja Luka.

## Carriera

### Club
Cresciuto nei settori giovanili di Partizan e Čukarički, il 26 settembre 2020 firma il primo contratto professionistico con il club bianconero; il 18 maggio 2021 esordisce in prima squadra, in occasione dell'incontro di campionato vinto per 2-1 contro il Radnik Surdulica. Il 13 giugno 2022 prolunga fino al 2026.

### Nazionale
Ha giocato nelle nazionali giovanili serbe Under-17, Under-18, Under-19, Under-20 ed Under-21.

## Statistiche

### Presenze e reti nei club
Statistiche aggiornate all'8 giugno 2023.
| Stagione        | Squadra         | Campionato      | Campionato | Campionato | Coppe nazionali | Coppe nazionali | Coppe nazionali | Coppe continentali | Coppe continentali | Coppe continentali | Altre coppe | Altre coppe | Altre coppe | Totale | Totale | Totale |
| Stagione        | Squadra         | Comp            | Pres       | Reti       | Comp            | Pres            | Reti            | Comp               | Pres               | Reti               | Comp        | Pres        | Reti        | Pres   | Reti   |        |
| --------------- | --------------- | --------------- | ---------- | ---------- | --------------- | --------------- | --------------- | ------------------ | ------------------ | ------------------ | ----------- | ----------- | ----------- | ------ | ------ | ------ |
| 2020-2021       | Čukarički       | SL              | 1          | 0          | KS              | 0               | 0               | -                  | -                  | -                  | -           | -           | -           | 1      | 0      |        |
| 2021-2022       | Čukarički       | SL              | 13         | 0          | KS              | 1               | 0               | UECL               | 0                  | 0                  | -           | -           | -           | 14     | 0      |        |
| 2022-2023       | Čukarički       | SL              | 22         | 1          | KS              | 5               | 0               | UECL               | 2                  | 0                  | -           | -           | -           | 29     | 1      |        |
| Totale carriera | Totale carriera | Totale carriera | 36         | 1          |                 | 6               | 0               |                    | 2                  | 0                  |             | -           | -           | 44     | 1      |        |